# Saint-Nicolas-de-Redon
Saint-Nicolas-de-Redon – miejscowość i gmina we Francji, w regionie Kraj Loary, w departamencie Loara Atlantycka.
Według danych na rok 2010 gminę zamieszkiwało 3109 osób, a gęstość zaludnienia wynosiła 139 osób/km².